# Zimmerberg-basistunnel

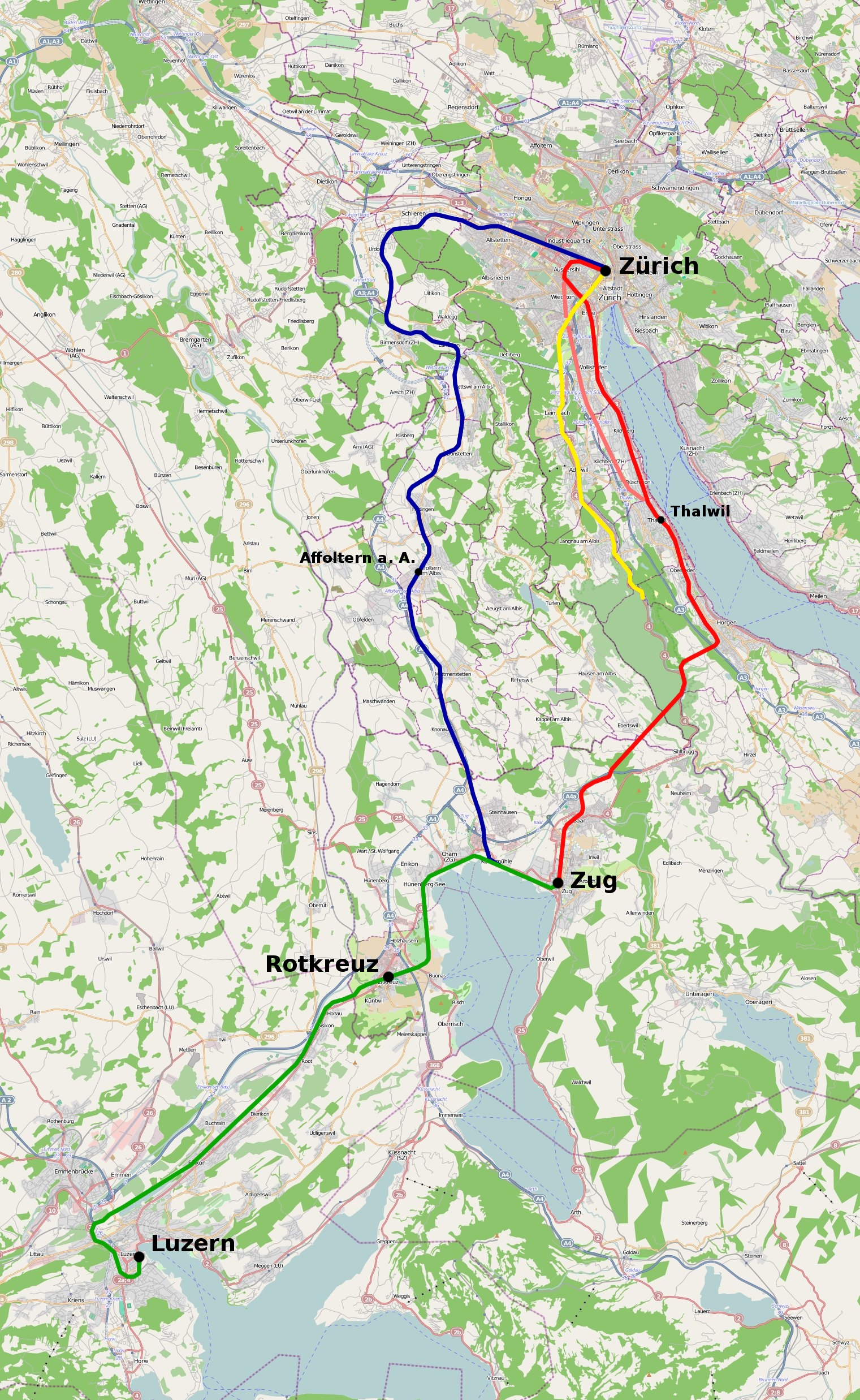
De Zimmerberg-basistunnel fase 1 in oranje aangeduid

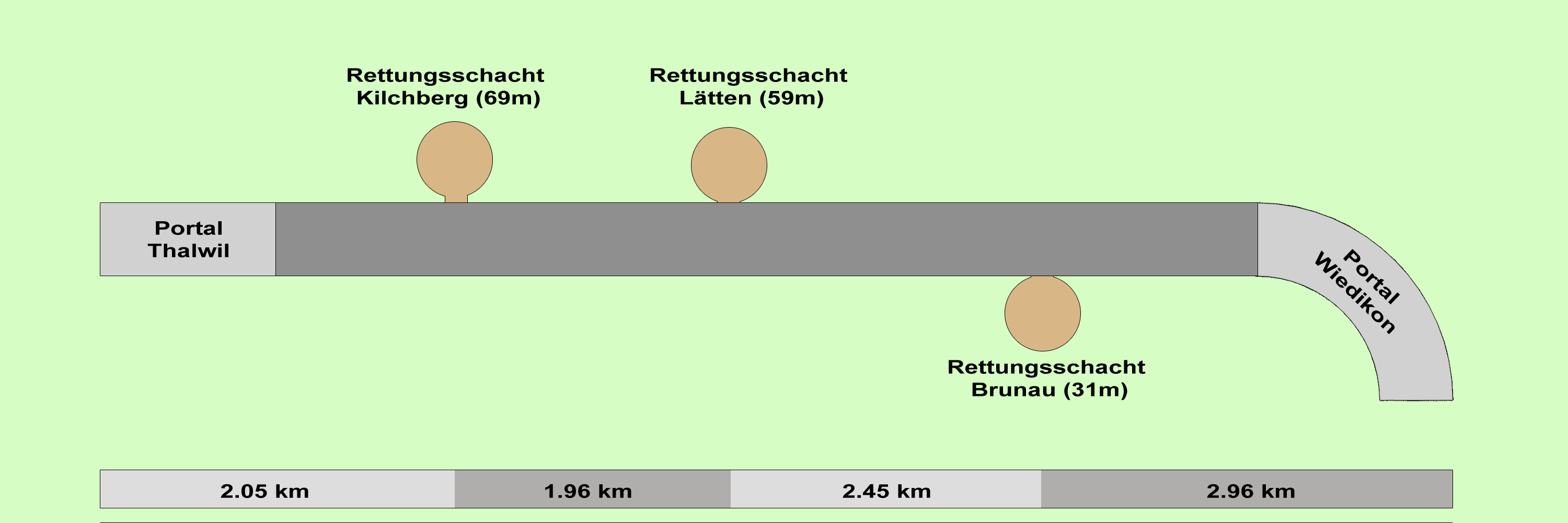
ZBT I in detail, met de drie nooduitgangen

De Zimmerberg-basistunnel is een spoortunnel in Zwitserland.
De tunnel bestaat uit twee gedeelten. Een eerste deel (fase 1, ook aangeduid als ZBT I) tussen Zürich en Thalwil heeft een lengte van 9,4 km en werd afgewerkt in het kader van het Bahn 2000 investeringsprogramma. De bouw, van 1997 tot 2002, kostte voor de tunnelaanleg 415 miljoen Zwitserse frank. Een aansluitend tweede deel (fase 2, ook ZBT II) is in een planningsfase en verlengt de tunnel van bij Thalwil tot Zug. Fase 2 is met een kostprijs van 1,19 miljard Zwitserse frank opgenomen in het Rail 2030 project. De totale lengte van de tunnel zou daarmee tot 20 km oplopen. De tunneltoegang van Thalwil zou behouden blijven voor het treinverkeer richting Chur en het internationaal spoorverkeer richting Oostenrijk.
Ter voorbereiding van fase 2 is onder Nidelbad in de tunnel reeds een ondergronds spoorwegknooppunt aangelegd. Van de tweesporige doorlopende hoofdlijn (die voorbij het knooppunt nog niet verder is uitgeboord in zuidelijke richting) werd middels twee enkelsporige tunnels, waarvan een underpass neemt onder de hoofdlijn een tweesporige aftakking naar Thalwil gerealiseerd.
De Zimmerberg-basistunnel vormt een onderdeel van het Alp Transit Gotthard project en verbetert de noordelijke toegang tot de Gotthard-basistunnel.
| Coördinaten Zimmerberg-basistunnel     |                               |
| -------------------------------------- | ----------------------------- |
| Noordelijke tunnelmond                 | 47° 22′ 33″ NB, 8° 31′ 7″ OL  |
| Ondergronds spoorwegknooppunt Nidelbad | 47° 18′ 23″ NB, 8° 32′ 41″ OL |
| Zuidelijke tunnelmond fase 1           | 47° 18′ 1″ NB, 8° 33′ 34″ OL  |

## Brand
Op 11 april 2006 werd door de rookmelders van de Zimmerberg-basistunnel een brand in de motorgenerator van CIS ETR 470.7 als trein 157 tussen Stuttgart en Milano Centrale ontdekt. Hierbij werd de trein in de tunnel tot stoppen gedwongen.